# Лінниченко Андрій Іванович
Андрій Іванович Лінниченко (3 грудня 1822, Київ — 1888) — український історик літератури та педагог, дійсний статський радник. Доцент кафедри історії загальної літератури університету Святого Володимира, професор української словесності Ніжинського ліцею, начальник Фундуклеївської жіночої гімназії.

## Біографія
Андрій Лінниченко народився в кінці 1822 у Київі в міщанській родині. Самостійно освоївши грамоту, навчався потім в парафіяльному училищі та Київській гімназії. Закінчивши гімназію в 1839 зі срібною медаллю, вступив до університету Святого Володимира на філософський факультет. У 1843, після закінчення університетського навчання, отримав медаль за твір на тему «De minis Romanorum» і ступінь кандидата філософського факультету.
Після закінчення університету Лінниченко був визначений молодшим учителем в Житомирську гімназію, але, розраховуючи на наукову кар'єру філолога-класика, залишився в Києві, зайнявши відкриту вакансію помічника бібліотекаря в університеті Святого Володимира. Надалі, проте, замість класичної філології за порадою викладачів університету він зосередився на російській мові і літературі, в 1845 захистивши дисертацію на ступінь магістра російської словесності по темі "Нарис розвитку найважливіших ідей вітчизняного мовознавства від виникнення вчених досліджень російської мови до затвердження їх на засадах порівняльно-історичної науки про мову ".
З серпня 1846 по 1853 Лінниченко займав посаду старшого вчителя історії в Першій київській гімназії, з 1851 року одночасно викладаючи російську словесність в Київському інституті шляхетних дівчат і в зразковому жіночому пансіоні. З 1853 по 1955 Лінниченко був професором російської словесності в Ніжинському ліцеї князя Безбородька, потім ставши ад'юнктом університету Святого Володимира по кафедрі російської словесності, де викладав теорію поезії і прози, а також історичну філологію російської мови.
У 1859 Лінниченко був затверджений на посаді начальника щойно відкритого на кошти І. І. Фундуклея училища для дівчат (надалі — Фундуклеївська жіноча гімназія). У 1863, після прийняття нового університетського статуту, в університеті Святого Володимира була заснована кафедра історії загальної літератури, і Лінниченко став доцентом цієї кафедри. У цей період він був також ад'юнктом університету і секретарем історико-філологічного факультету, поєднуючи всі ці пости з викладанням російської словесності в училище бідних дівчат графині Левашової та Володимирському Київському кадетському корпусі.
У 1864 Лінниченко був направлений за кордон для ознайомлення з творами образотворчого мистецтва, відвідавши музеї Німеччини, Італії і Франції. Після повернення, в грудні 1865 він був призначений на посаду завідувача діючим при університеті музеєм старожитностей; проте на відміну від попереднього завідувача, професійного історика і археолога Я. Я. Волошинського, істотно розвинув музей, Лінниченко грав на перших порах головним чином роль хранителя. Тільки в кінці 1860-х він виступив з проектом планомірного розвитку художньої експозііціі музею, яку розраховував зробити навчальною базою для викладання історії мистецтва.
У 1866 його робота в Фундуклеївській гімназії була відзначена чином дійсного статського радника. В університеті Святого Володимира Лінниченко викладав аж до 1877 ще двічі займаючи пост доцента кафедри історії загальної літератури. Помер в 1888.

## Публікації
Крім дисертації, серед опублікованих робіт Лінниченко були наступні:
- Курс історії поезії для середніх навчальних закладів (Київ, 1861 двічі перевидано)
- Огляд поетичної діяльності англійського романіста Чарльза Діккенса (Київ, 1866)
- Карамзин, как преобразователь русского языка (Київ, 1867)
- Журнальная деятельность И. А. Крылова (Київ, 1868)
- Курс історії російської літератури для середніх навчальних закладів (Київ, кілька перевидань)